# Kozan-dži
Kozan-dži (高山寺), uradno Toganōsan Kōsan-dži (栂尾山高山寺), je budistični tempelj sekte Omuro budizma Šingon v Umegahata Toganōčō, okrožje Ukjō, Kjoto, Japonska. Kozan-dži je znan tudi kot Kōsan-dži in Toganō-dera. Tempelj je ustanovil Šingon učenjak in menih Mjōe (1173 – 1232) in slovi po številnih narodnih zakladih in pomembnih kulturnih znamenitostih. Čōdžū-džinbucu-giga, skupina slik s črnilom iz 12. in 13. stoletja, je med najpomembnejšimi zakladi Kozan-džija. Tempelj slavi Bijakkōšin, Zenmjōšin in Kasuga Mjōdžin ter božanstvo Šintō, ki je skrbnik templja. Leta 1994 je bil registriran kot del Unescove svetovne dediščine Zgodovinski spomeniki starodavnega Kjota.

## Zgodovina
Togano, ki je globoko v gorah za templjem Džingo-dži, ki slovi po jesenskem listju, velja za idealno lokacijo za gorski asketizem, na tej lokaciji pa je že dolgo veliko majhnih templjev. Poleg Kosan-džija so bili na tem območju še drugi templji, kot sta Toganoo-dži (度賀尾寺) in Toganoo-bō (都賀尾坊). Po legendi naj bi jih leta 774 ustanovil cesarski ukaz cesarja Kōnina, vendar točnost teh trditev ni jasna.
Leta 1206 je Mjōeju, kegon budističnemu duhovniku, ki je služil v bližnjem Džingo-džiju, cesar Go-Toba podelil zemljišče za gradnjo templja. Izbral je ime Hiidetemazukousanvoterasujama-no-tera (日出先照高山之寺). Ime templja je bilo vzeto iz vrstice v Avatamsaka sutri: »Ko se sonce prikaže, najprej vrže svojo svetlobo na najvišjo goro«. (日、出でて、まず高き山を照らす, hi, idete, mazu takakijama vo terasu).
Tempelj je bil večkrat uničen zaradi požara in vojne. Najstarejša obstoječa stavba je Sekisui-in (石水院), ki izvira iz obdobja Kamakura (1185–1333).

## Lega
Džingo-dži hrani diagram Kozan-dži, ki je bil narisan leta 1230, približno 20 let po tem, ko je bil zgrajen. Shema je registrirana kot pomembna kulturna dobrina, saj prikazuje prvotno postavitev templja. Iz diagrama vemo, da so Kozan-dži prvotno sestavljali velika vrata, glavna dvorana, trinadstropna pagoda, dvorana, posvečena Amitabhi, dvorana, posvečena Lohanu, zvonik, dvorana s svetimi spisi in šintoistično svetišče, posvečeno skrbniškemu božanstvu tega območja. Vendar so bile vse te stavbe od takrat uničene, razen dvorane s svetimi spisi, ki je zdaj znana kot Sekisui-in.
Poleg Sekisui-ina današnji Kozan-dži vsebuje tudi glavno dvorano (prvotno del Ninna-dži, prestavljena v Kozan-dži) in dvorano, posvečeno ustanoviteljem templja, v kateri je pomemben izrezljan lesen doprsni kip Mjōe. Obe stavbi pa sta moderni rekonstrukciji.

## Kulturni pomen
Tempelj ima številne nacionalne zaklade in pomembne kulturne dobrine, vendar jih je večina trenutno posojenih nacionalnim muzejem v Kjotu in Tokiu.

### Narodni zakladi
- Sekisui-in – zgrajen v obdobju Kamakura. Slog irimoja-zukuri, z zatrepno, štirikapno in skodlasto streho
- Čōdžū-giga (鳥獣人物戯画, dobesedno "karikature živali in oseb") je slavni niz štirih slikovnih zvitkov emakimono v prevodu » zvitki norčujočih živali in zvitki norčevajočih živali in ljudi«. Zvitki so najzgodnejši v linearnem enobarvnem slogu risanja, ki naj bi se še naprej uporabljal v japonskem slikarstvu (ker so vsi narejeni z običajnim čopičem za pisanje in slikanje, štejejo za slikanje).[4]
- Kegon-šū Soši Eden (華厳宗祖師絵伝) – ta slikovni zvitek, ustvarjen v obdobju Kamakura, prikazuje življenje ustanoviteljev korejskega Kegona Uisanga in Vonhjoja.
- Mjōe Šōnin-zō (明恵上人像) – portret Mjōe, znan tudi kot Džudžō Zazen-zō (樹上座禅像) in ustvarjen v obdobju Kamakura. V nasprotju s standardno podobo budističnega meniha je na tej sliki majhen Mjōe, obdan z gorami.
- Bucugen Bucumo-zō (仏眼仏母像) – portret, ustvarjen v obdobju Kamakura ob koncu 12. stoletja
- Jupian (玉篇, gjokuhen) – c. 543, kopija kitajskega slovarja iz obdobja Tang, ustvarjenega med dinastijo Liang. To je najstarejši slovar kitajskih znakov na Japonskem.
- Tenrei Banšō Meigi (篆隷万象名義, »Nešteto stvari [vesolja], izgovorjenih, definiranih v pečatni in duhovniški pisavi«) – velja za edino preostalo kopijo starega slovarja kandži, ki ga je sestavil Kukai. Prepisan je bil leta 1114.
- Meihō-ki (冥報記) – rokopis budističnih zgodb iz obdobja Tang. Zdaj je izginil s Kitajske in je najstarejša ohranjena kopija tega dela.

### Pomembne kulturne znamenitosti
Številne stavbe, svitki s slikami, rezbarije, oprema in stari zapisi so registrirani kot pomembne kulturne dobrine. Najpomembnejši med njimi so:
- Dvorana ustanoviteljev (Kaizan-dō)
- Lakirani lesen kip Bhaisadžja guruja v sedečem položaju, ustvarjen proti koncu obdobja Nara. Prvotno središče sanzonzo (trio budističnih kipov s primarno podobo v sredini in ob strani z dvema spremljevalcema), so bile spremljajoče slike odstranjene v obdobju Meidži. Podoba Surjaprabhe je zdaj v tokijskem Narodnem muzeju, podoba Čandraprabhe pa v univerzitetnem muzeju Tokijske nacionalne univerze za likovno umetnost in glasbo.
- Lesen kip Mjoe v sedečem položaju, ustvarjen v obdobju Kamakura in je v dvorani, posvečeni ustanovitvi templja
- Par lesenih kipov jelena, ustvarjenih v obdobju Kamakura. Ta kipa jelena in srne sta bila edinstveno zgrajena tako, da sta videti kot komainu, kipa leva, ki varujeta vhod v šintoistično svetišče. Jeleni so glasniki Kasuge Mjōdžina, tempeljskega boga, zato se domneva, da sta bila ta kipa postavljena pred oltar Kasuge Mjōdžina.
- Kip Bjakko-šina v stoječem položaju, zgrajen v zgodnjem obdobju Kamakura. Kot že ime pove, je kip v celoti pobarvan belo - od oblačil do podstavka. To naj bi predstavljalo sneg Himalaje.
- Leseni kip Zenmjōšina, zgrajen v zgodnjem obdobju Kamakura. Velik del žive barve je še vedno ostal in ta kip, skupaj z Bijakkō-šinom, naj bi bil delo slavnega budističnega kiparja Tankeija.
- Arhiv dokumentov Kozan-džija, ki vsebuje na tisoče svetih spisov in zapisov, od katerih nekateri segajo v obdobje Heian
- Kōben Jume-no-Ki (高弁夢記) – zapis Mjōejevih sanj od leta 1196 do 1223. Njegove sanje naj bi imele velik vpliv na njegovo versko razmišljanje.